# Scuderie Sanvitale
Le scuderie Sanvitale sono un edificio dalle forme gotiche, situato in piazza Garibaldi, di fronte all'ingresso della Rocca Sanvitale di Fontanellato, in provincia di Parma; in continuità con esse sorgono l'ottocentesca Villa Gandini e l'annesso giardino romantico.

## Storia

Stemma dei Sanvitale

L'edificio fu innalzato nel XV secolo in stile gotico lombardo per volere dei conti Sanvitale; la struttura, posizionata all'esterno della rocca, sorse probabilmente per motivi difensivi, ma fu trasformata successivamente nelle scuderie a servizio del castello.
Nel 1678 il conte Alessandro III Sanvitale redasse il progetto e diresse i lavori di costruzione di un teatro con pianta a ferro di cavallo sviluppato su tre ordini di palchi, che fu innalzato direttamente alle spalle delle scuderie, in perfetta continuità stilistica con esse; queste furono modificate con l'aggiunta del porticato in cotto sulla facciata nord-ovest, che probabilmente nacque come ingresso al teatro adiacente; quest'ultimo, capace di contenere fino a 1200 persone, fu decorato internamente dal pittore Felice Boselli, che affrescò con gli episodi delle favole di Ovidio i palchi reali e con le allegorie dell'Architettura e della Fama la volta della sala.
Intorno al 1800 il conte Jacopo Sanvitale fece demolire il teatro, di cui si salvarono soltanto alcune tracce dei dipinti oggi conservate nella rocca; al suo posto fece edificare le serre neoclassiche annesse al grande parco, all'epoca costituito da una serie di giardini botanici. Pochi anni dopo accanto ad esse fu innalzato, nell'ottica illuminista di creare una scuola di arti e mestieri, il conservatorio femminile, trasformato dopo il 1815 in residenza privata, oggi nota come Casa di San Napoleone.
Intorno alla metà del XIX secolo gli orti furono trasformati per volere del conte Luigi Sanvitale nell'attuale grande parco romantico, con accesso attraverso la cancellata neogotica posta a fianco delle scuderie; il giardino fu arricchito nel 1882 con una meridiana a funzionamento meccanico e con la Rocchetta, piccola riproduzione in scala della Rocca Sanvitale nata con funzioni ludiche.
Nel 1935 il conte Giovanni Sanvitale, ultimo erede dell'antica famiglia, vendette il parco e gli edifici a Remo Gandini, che due anni dopo avviò i lavori di parziale modifica e restauro del complesso.
Agli inizi del XX secolo la famiglia Toscani rilevò la proprietà della Villa Gandini e del parco, che restaurò e trasformò nella struttura ricettiva oggi nota come "In Villa".

## Descrizione

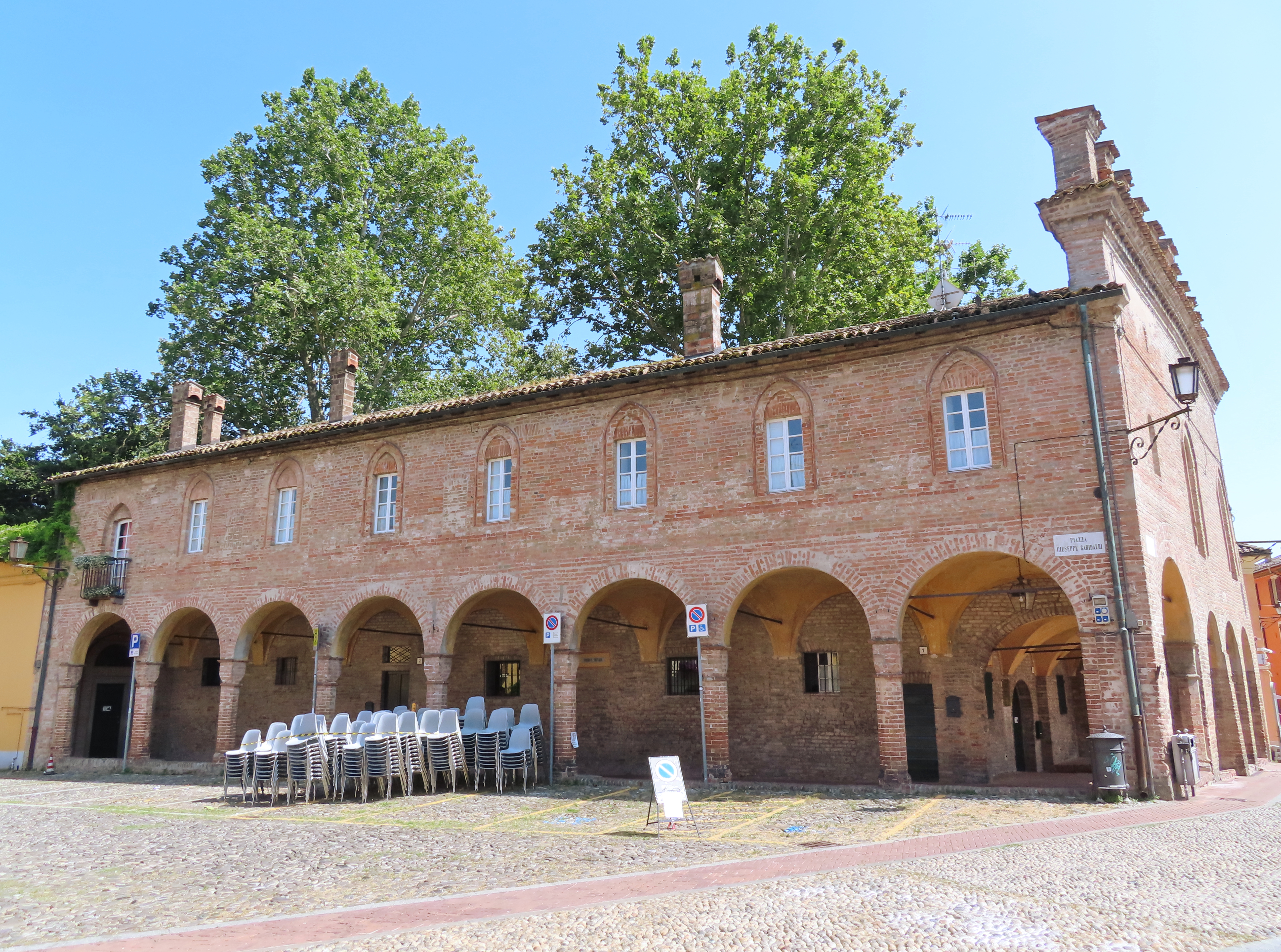
Facciata nord

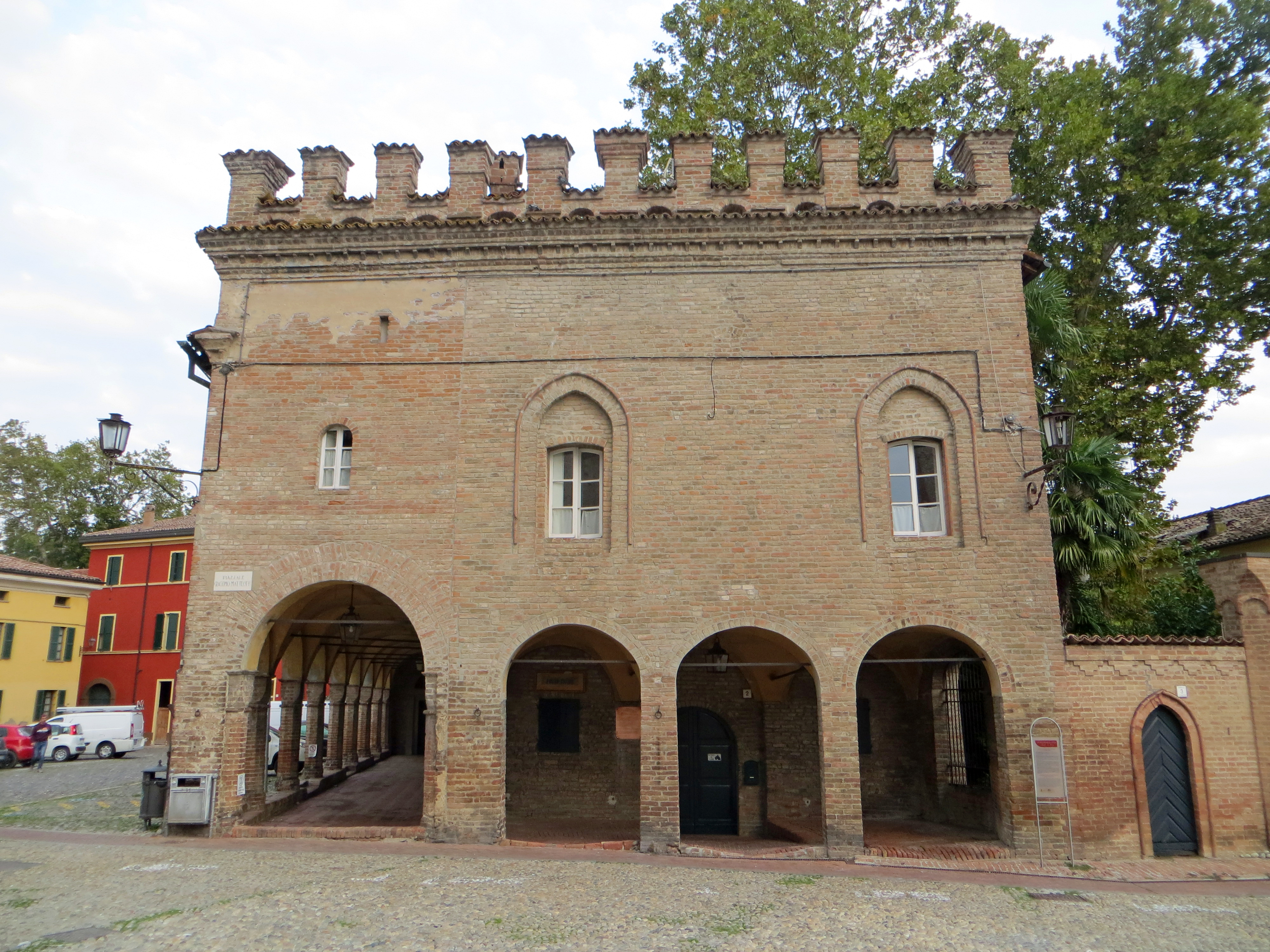
Facciata ovest

Le scuderie si sviluppano su una pianta rettangolare all'angolo fra piazza Garibaldi e piazza Matteotti; a est si innalza la Villa Gandini, circondata su due lati dal vasto parco all'inglese, che occupa quasi un quinto del centro storico fontanellatese.
L'edificio delle scuderie, interamente rivestito in laterizio, si eleva su due livelli fuori terra, con un porticato che corre su entrambe le facciate aperte verso la piazza.

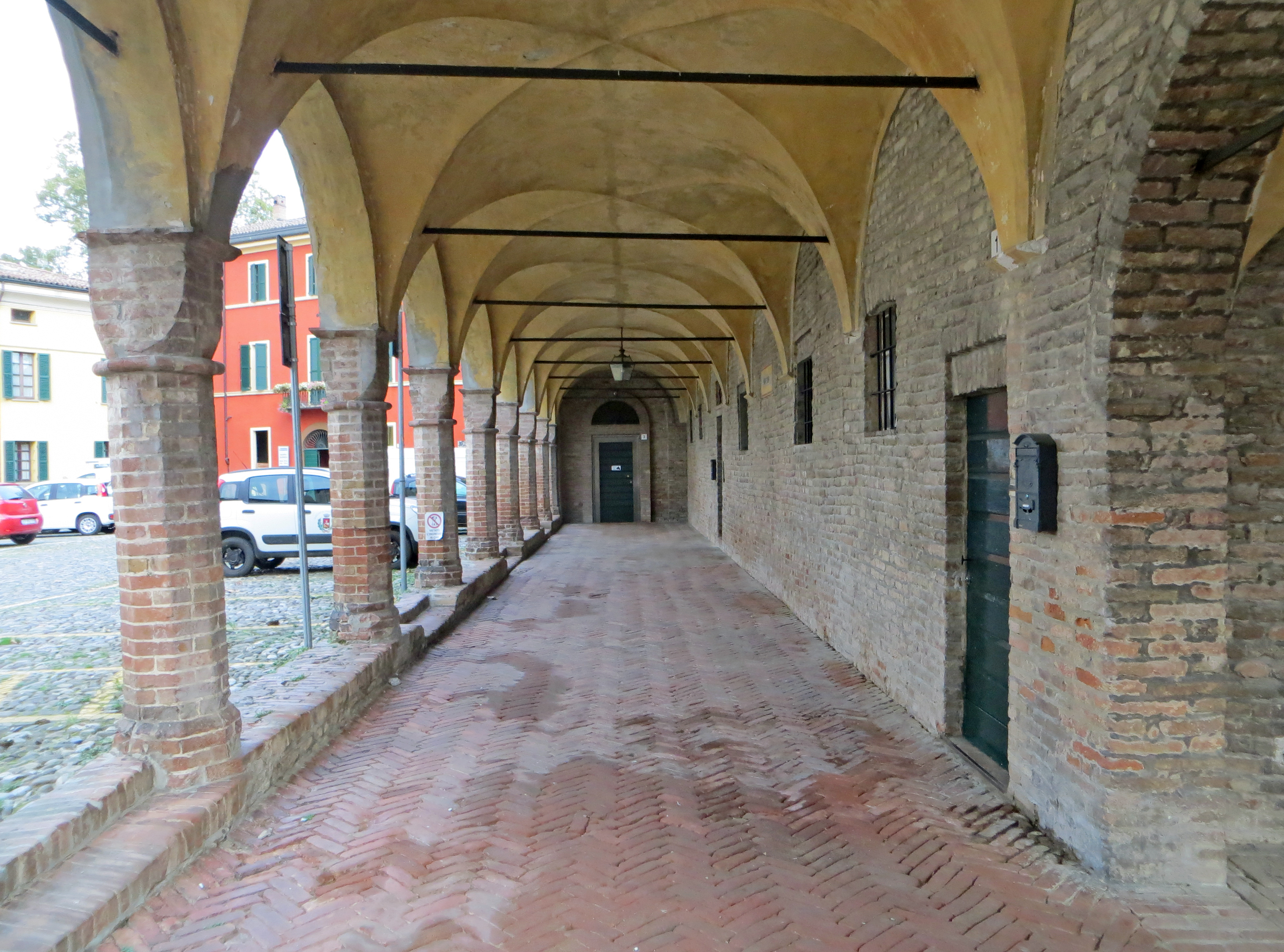
Porticato

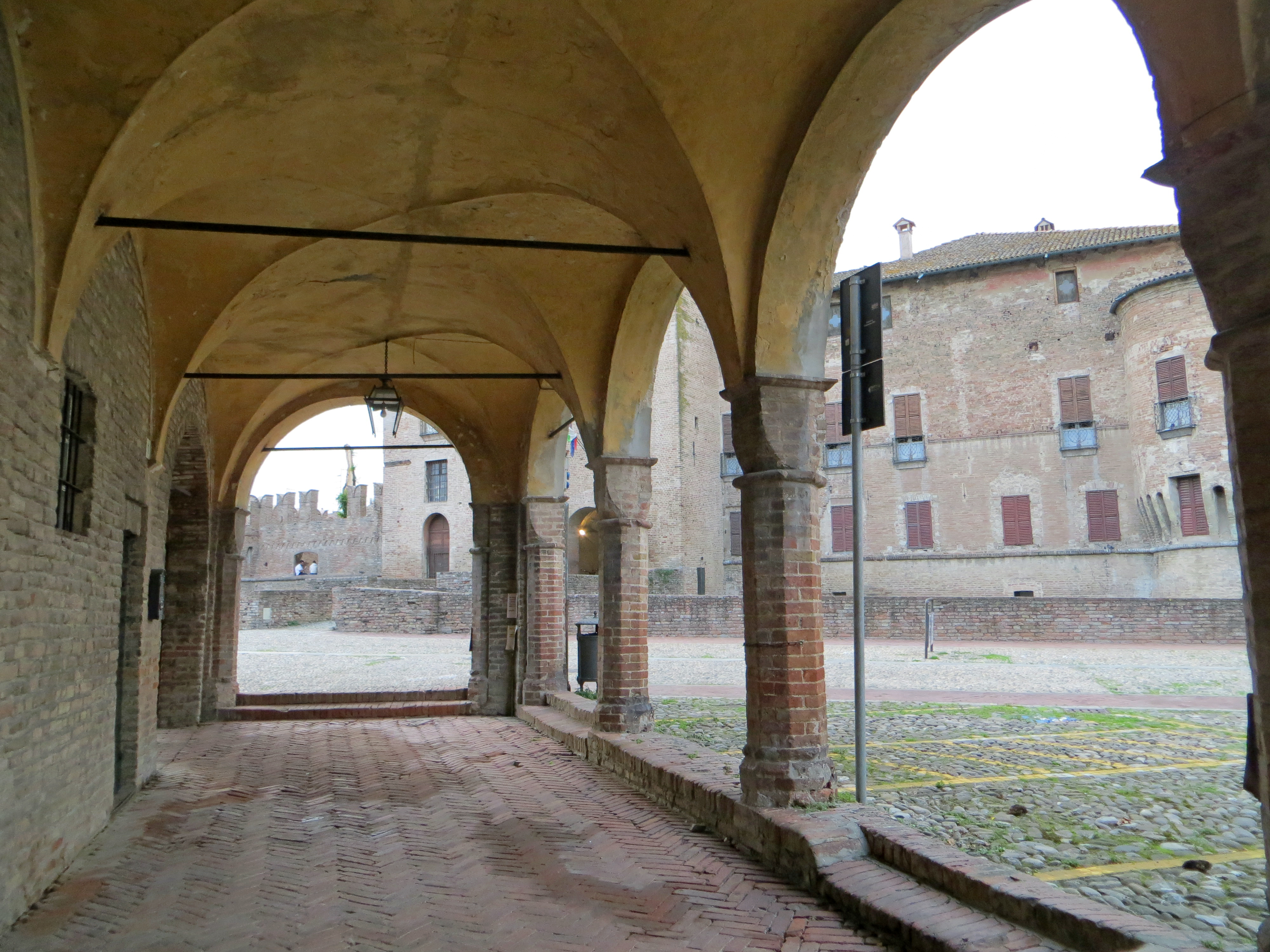
Porticato

Il prospetto ovest verso la Rocca Sanvitale si distingue in due porzioni: quella più antica verso sud si innalza su tre strette arcate a tutto sesto rette da pilastri a pianta quadrata, privi di capitello, a livello terreno, mentre al primo piano si aprono due leggere nicchie ad arco ogivale, che, decorate esternamente con un motivo a mattoni, contengono altrettante finestre ad arco ribassato; quella più recente, risalente al XVII secolo, è caratterizzata dall'ampia arcata a tutto sesto del portico, i cui pilastri sono arricchiti internamente da paraste a pianta poligonale, a sostegno di capitelli a cubo scantonato; al livello superiore è presente una piccola monofora ad arco a tutto sesto. Chiude la facciata un elaborato cornicione aggettante in laterizio, decorato con dentellature, mentre superiormente si innalzano sul tetto i merli guelfi, coronati da tegole.
Il prospetto nord, innalzato nel XVII secolo, è caratterizzato dalle ampie arcate a tutto sesto del porticato, rette da pilastri a pianta ottagonale coronati da capitelli a cubo scantonato; in corrispondenza di esse, si aprono superiormente numerose strette finestre, coronate oltre le piattabande da archi ogivali e inquadrate esternamente da decorazioni in mattoni sottili posti di costa; l'ultima apertura a est è costituita da una nicchia ad arco ogivale contenente una portafinestra con balconcino, con ringhiera in ferro battuto; in sommità non è presente alcun cornicione né merlatura.

### Villa Gandini e parco

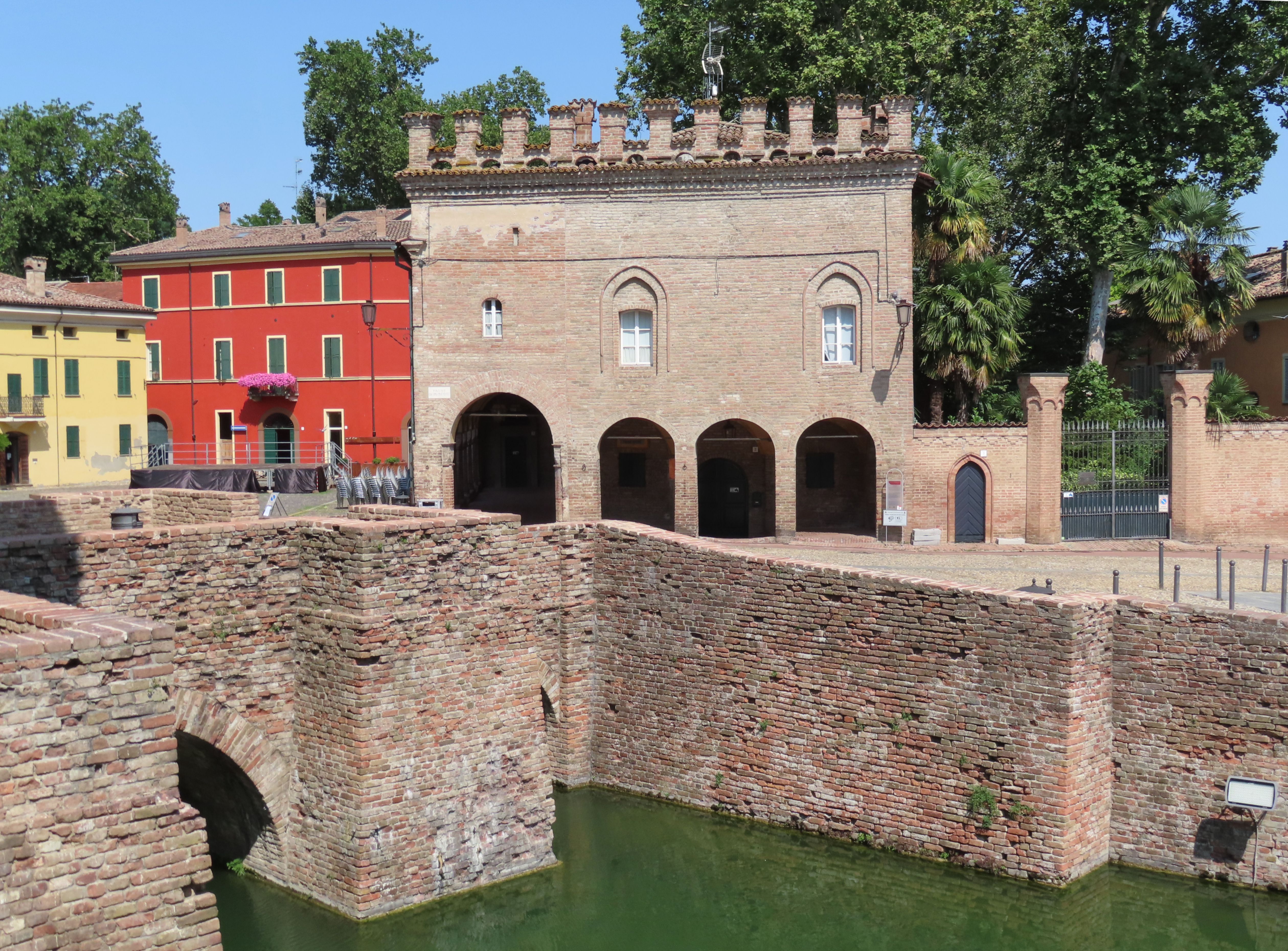
Villa Gandini e Scuderie Sanvitale

L'edificio si innalza su tre livelli fuori terra, con pregevole facciata ottocentesca, interamente intonacata, rivolta verso la piazza. In adiacenza alla villa si sviluppa verso sud la neoclassica orangerie, aperta su due lati verso il parco attraverso ampie vetrate, intervallate da pilastri con lesene coronate da capitelli dorici in cotto.
Il giardino romantico, ricco di alberi secolari, è arricchito dalla presenza della meridiana risalente al 1882 e della coeva Rocchetta, collocate scenograficamente tra le alte alberature.